# Zusatzkosten
Zusatzkosten sind in der Betriebswirtschaftslehre eine Kostenkategorie, der kein Aufwand zugrunde liegt. Gegensatz sind die Grundkosten und die Anderskosten.

## Allgemeines
Eine Vielzahl von Kostenbegriffen wie fixe Kosten, variable Kosten, Verwaltungskosten oder Grundkosten erschwert eine gegenseitige Abgrenzung durch Festlegung des jeweiligen Begriffsinhalts und schafft Verwirrung bei der Entscheidung, welcher Kostenbegriff bei einem bestimmten Sachverhalt der richtige ist. Zusatzkosten sind keine Kostenart, sondern eine Kostenkategorie. Dabei steht den Zusatzkosten in der Gewinn- und Verlustrechnung kein Aufwand gegenüber, sie sind also rein kalkulatorische Kosten, die lediglich zu Kalkulationszwecken dienen, damit die Preiskalkulation die Preisuntergrenze und die Selbstkosten korrekt ermitteln kann.  

## Entstehung
Zusatzkosten beruhen auf entgangenen Erträgen aus dem Einsatz unternehmereigener Ressourcen wie unternehmerische Arbeitskraft, Eigenkapital oder Geschäftsräume. Stellt der Unternehmer dem Unternehmen seine Arbeitskraft zur Verfügung, steht ihm ein Unternehmerlohn zu. Wird dieser Unternehmerlohn auch tatsächlich bezahlt, entstehen in der Gewinn- und Verlustrechnung Personalkosten, so dass sich die Frage nach Zusatzkosten nicht stellt. Voraussetzung für Zusatzkosten ist hierbei konkret, dass der Unternehmer für seine Tätigkeit bei Einzelunternehmen und Personengesellschaften keine Arbeitsentgelte bezieht. Wird der Unternehmer nicht bezahlt, ist das rechnerische Arbeitsentgelt als kalkulatorischer Unternehmerlohn zu erfassen. Das vom Unternehmer dem Unternehmen zur Verfügung gestellte Eigenkapital ist zu verzinsen, weil der Unternehmer für eine alternative Geldanlage einen Habenzins erwirtschaften würde (Opportunitätskosten), der ihm aber bei der Einbringung von Eigenkapital entgeht. Infolgedessen kommt es zu kalkulatorischen Zinsen auf das Eigenkapital. Stellt der Unternehmer seinem Unternehmen ihm gehörende Geschäftsräume oder Fabrikgebäude kostenlos zur Verfügung, so braucht ihm das Unternehmen keine Miete/Pacht zahlen, die er jedenfalls bei der Vermietung an Dritte erzielen würde. Die kalkulatorische Miete gleicht diesen Ertragsausfall aus.

## Abgrenzung
In der Kostenrechnung wird zwischen Aufwand und Kosten unterschieden:
| Kosten/Aufwand                  | Unterart                     | Erläuterung |
| ------------------------------- | ---------------------------- | --- |
| Aufwand, aber keine Kosten      | neutraler Aufwand            | - betriebsfremder Aufwand (z. B. Spende) - außerordentlicher Aufwand (Verkauf einer Maschine unter dem Buchwert) - periodenfremder Aufwand (Nachzahlung von Gewerbesteuer) |
| Aufwand und gleichzeitig Kosten | - Grundkosten - Anderskosten | - Materialkosten/Personalkosten/Raumkosten - in der Finanzbuchhaltung steht ein Aufwand in anderer Höhe als in der Kostenrechnung gegenüber (Abschreibungen)               |
| Kosten, aber kein Aufwand       | Zusatzkosten                 | aufwandslose Kosten werden in der Finanzbuchhaltung nicht erfasst (kalkulatorischer Unternehmerlohn)                                                                       |

Kalkulatorische Kosten sind Kosten, denen kein Aufwand (Zusatzkosten) oder ein Aufwand in unzureichender Höhe (Anderskosten) gegenübersteht. Kalkulatorische Zinsen auf das Eigenkapital sind Zusatzkosten, kalkulatorische Zinsen auf das Fremdkapital sind Anderskosten, weil Fremdkapital Zinsaufwand verursacht.

## Rechnungswesen
Zusatzkosten dürfen nach § 255 HGB nicht in die handelsrechtliche Bewertung von Anlage- und Umlaufvermögen einfließen. Zusatzkosten sind weder Ausgaben noch Aufwand.